# Highland Park, Texas
Highland Park là một thị trấn thuộc quận Dallas, tiểu bang Texas, Hoa Kỳ. Năm 2010, dân số của thị trấn này là 8564 người.

## Dân số
- Dân số năm 2000: 8842 người.
- Dân số năm 2010: 8564 người.